# Pararge olleri
Pararge olleri är en fjärilsart som beskrevs av Felix Bryk 1951. Pararge olleri ingår i släktet Pararge och familjen praktfjärilar. Inga underarter finns listade i Catalogue of Life.